# 日本バンディ連盟
日本バンディ連盟（にほんバンディれんめい、JAPAN BANDY FEDERATION、略称 : JBF）は、日本におけるバンディおよびリンクバンディ競技を統括する一般社団法人。

## 使命とビジョン
日本におけるバンディ界を総括し代表する組織としてバンディ・リンクバンディの普及振興を図り、日本国民の心身の健全な発展・成長に寄与することを使命として標榜している。（日本バンディ連盟ウェブサイト『JBFミッション』より引用）
また、次の3つのビジョンを掲げている。（日本バンディ連盟ウェブサイト『JBFヴィジョン』より引用）
- バンディの普及・振興に努め、バンディをより身近にすることで、国民に健康と幸福を与えられる存在となる。
- バンディの強化に努め、日本代表の活躍を通して、国民に勇気と希望と感動を与えられる存在となる。
- フェアプレーの精神を持ち、国内外を問わず世界各国の人々と友好を深め、国際親善に貢献し、世界平和の一端を担うべき存在となる。

## 歴史
- 2011年1月

石岡元が、日本で初めてバンディをプレーし、日本におけるバンディ界の先駆者となる。その後、日本へのバンディ普及・発展を目指して活動を開始する。
- 2011年2月

伊丹尚平（のち、JBF事務局長となる）が、日本のバンディ普及、連盟設立、国際バンディ連盟加入などに向けて、アメリカバンディ連盟および国際バンディ連盟との交渉をはじめる。
- 2011年4月

一般社団法人日本バンディ連盟 (JBF) が大阪にて設立。日本バンディ連盟理事会（会長：高村博正）が発足。
- 2011年6月

国際バンディ連盟 (FIB) へ正式加盟。
- 2011年10月

FIB がスウェーデンにて開催したBandy CampおよびConferenceに、日本代表として5名（高村博正・石岡元・高倉浩一・前田将昭・栗林周次）を派遣。そこでの日本代表の技術やプレーが高く評価され、2012年1月にカザフスタン共和国Almatyで開催される世界選手権への出場権を獲得。
- 2011年10月30日

JBF 主催によるバンディ体験会が、大阪府大阪市にある浪速スポーツセンター内アイススケート場にて開催され、中学生からシニアまで17名が参加。その様子は、FIBのウェブサイトに掲載される。
- 2011年11月

関西で最も規模の大きいアイスホッケーのクラブ「Jig-Crushers」において月に数回、バンディ練習を実施している。

## 写真

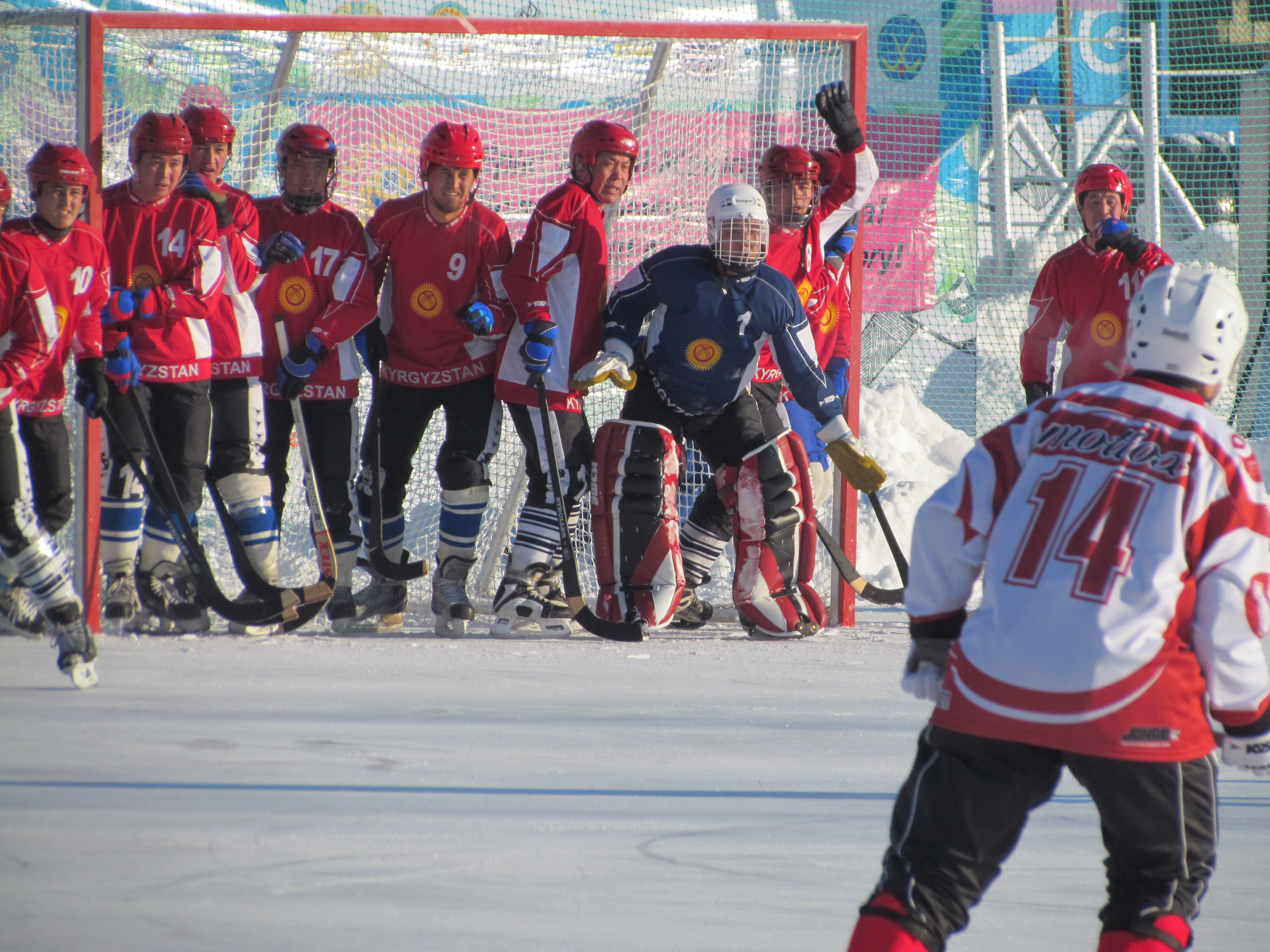
ナショナルチーム